# 플랜드페런트후드

플랜드 페런트후드 마크

플랜드 페런트후드(Planned Parenthood)는 미국에서 설립된 비영리 단체이다.  이 단체의 본사는 뉴욕시 브룩클린에 위치하고 있다.  1916년에 산아제한을 목적으로 하는 진료소로 마가렛 생어가 설립하였다. 1921년에는 미국 산아제한 리그로 명명하였다가 1942년에 플랜드 페런트후드로 개명하였다.
이 단체는 정치 운동과 깊이 연관이 되어 있다. 해마다 펀드를 통하여 정치적 로비를 하고 있으며, 입법과정을 통해, 전국에 낙태 합법화 운동을 펼쳐 나가고 있다.

## 관련기사
- 급진적 성교육 교과서 제작에 참여[1]

1. ↑  ““美 캘리포니아주州, 동성애 합법화 후 공립학교서 항문-구강성교 의무교육”...'남의 일 같지 않다'”. 2020년 1월 13일. 2020년 1월 13일에 확인함.